# روصو
روصو أو القوارب مدينة تقع جنوب موريتانيا على الحدود مع جمهورية السنغال وهي عاصمة لولاية الترارزة تبعد عن العاصمة نواكشوط 203 كم وتعتبر أقصى مدينة في الوطن العربي.

## الموقع والحدود
تقع مدينة روصو بين خطي طول 15.8 و عرض 16.5 وعلى بعد 203 كلم جنوب العاصمة نواكشوط على ضفة نهر السنغال، ويحدها من الشمال مقاطعة المذرذرة ومن الغرب مقاطعة كرمسين ومن الشمال الشرقي مقاطعة اركيز، ومن الجنوب يفصلها النهر عن مدينة روصو السنغالية، وترتبط بالعاصمة نواكشوط بطريق معبد طوله 203 كلم.

## الإدارة
يوجد بمدينة روصو مقر ولاية الترارزة، ومقر مقاطعة روصو المركزية ويمثلها نائبان في الجمعية الوطنية وعضو في مجلس الشيوخ. وبالمدينة أيضا تمثيل لمختلف الوزارات والمصالح الحكومية بينها إدارات جهوية للأمن والتعليم والصحة والشؤون الإسلامية والتنمية الريفية...

وتضم مقاطعة روصو البلديتين :
| - روصو ، | جدر المحكن |

## الصحة والتعليم
بمدينة روصو مركز جهوي للاستطباب وثلاث مستوصفات ومعهد للتعليم العالي يحمل اسم المعهد العالي للتعليم التكنولوجي يتخذ من بناية ثانوية كبولاني (أقدم ثانوية في البلاد) مقرا له، وثانوية وإعداديتان، واثنا عشر مدرسة ابتدائية.

## الاقتصاد والسكان

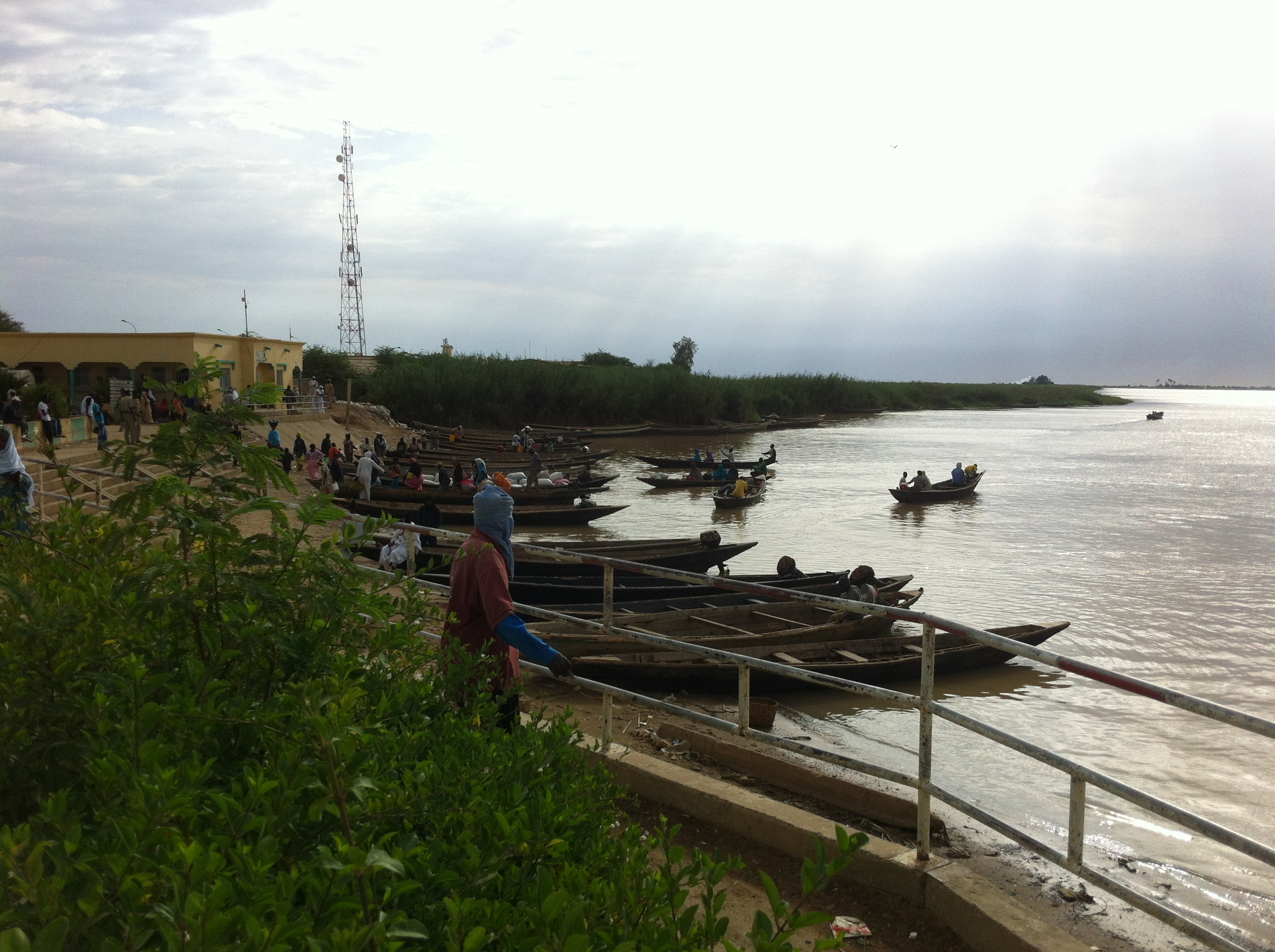
الضفة الشمالية للنهر

يقدر عدد سكان مقاطعة روصو بـ 75617 نسمة ويعتمدون بالأساس على :

### الزراعة
حيث تعتبر منطقة روصو والمسماة بـشمامة (السهل المحاذي لنهر السنغال) أكثر المناطق صلاحية للزراعة، وأغناها وأكثرها خصوبة للتربة، وأفضلها إنتاجا، في البلاد ولأجل ذلك قامت الدولة باستصلاح الكثير من أراضيها 

وتحتل مدينة روصو المرتبة الأولى بين المدن الموريتانية من حيث الإنتاج الزراعي وبها مقر الشركة الوطنية للتنمية الريفية (صونادير) المسؤولة عن الاستصلاح الترابي في البلاد ودأبت الحكومة الموريتانية منذ سنوات على افتتاح الحملة الزراعية منها .

### الرعي
إلى جانب الأهمية الزراعية تتوفر المدينة على مراعي خصبة حيث تنتشر في أطرافها وأريافها تنمية الحيوانات، خصوصا الإبل والبقر والغنم، وتساهم في سد احتياجات البلاد من الألبان المعلبة .

## التأسيس
تأسست مدينة روصو في القرن التاسع عشر ميلادي وكانت في ذلك الوقت مجرد مركز صغير تتخذ منه إمارة الترارزة التي كانت تحكم المنطقة مقرا لجباية الضرائب حيث كانت تسمى ب«امبارات ولد لحلو» وهي تسمية تحمل اسم جابي الضرائب للإمارة ثم اشتهرت المدينة بعد ذلك بكثرة المشتغلين فيها بالصيد التقليدي عبر قوارب صغيرة ومنه أخذت تسميتها القوارب، وهي التسمية التي لا تزال تحتفظ بها إلى اليوم وخصوصا في الأوساط الشعبية.

ومع دخول الاستعمار إلى البلاد جعل منها موقعها بالقرب من مدينة سينلوي السنغاية - التي كان المستعمر يدير منها مناطق موريتانيا- مدينة هامة إن لم تكن الأهم في ذلك الوقت وظلت قبلة المشتغلين بالشأن السياسي في البلاد، قبل أن يتراجع دورها مع اختيار عاصمة البلاد الجديدة مع الاستقلال، وفي عام 1969 تم نقل عاصمة ولاية الترارزة من مدينة بوتلميت إلى روصو مما أعاد لها بعض الأهمية من جديد .

## محطات تاريخية
- شهدت مدينة روصو عام 1947 م تأسيس أول حزب سياسي في موريتانيا ، وهو حزب الاتحاد التقدمي الموريتاني، برئاسة بونا مختار ونائبه سيدي المختار انجاي، ومن بين أعضائه المختار ولد داداه الذي أصبح فيما بعد أول رئيس لموريتانيا.
  - في عام 1950 شهدت المدينة أكبر فيضانات في تاريخ البلاد وهو الفيضان الذي ألحق أضرارا هائلة بالسكان وتكررت نفس الكارثة في 2009 الأمر الذي دفع بالسلطات لإنشاء موقع لمدينة جديدة سبع كيلومترات شمال المدينة الحالية، أكثر ارتفاعا وأقل عرضة لتأثيرات الفيضانات ومياه النهر، سيتم تحويل السكان إليه بوقت لاحق.
  - في عام 1969 قررت الحكومة الموريتانية نقل عاصمة ولاية الترارزة من بوتلميت إلى روصو لتظل إلى اليوم عاصمة الولاية.
  - في 09 أكتوبر 2004 شهدت المدينة اعتقال الرائد صالح ولد حننا قائد أشهر محاولة انقلابية فاشلة في البلاد .